# (3565) Ojima
(3565) Ojima (1986 YD) – planetoida z pasa głównego asteroid okrążająca Słońce w ciągu 5,78 lat w średniej odległości 3,22 j.a. Odkryli ją Tsuneo Niijima i Takeshi Urata 22 grudnia 1986 roku.